# Porta Scea
La porta Scea è una delle antiche porte di accesso di epoca greca a nord di Siracusa.
La porta si trova a pochi metri dall'ingresso nord di Siracusa, ossia l'asse viario di Scala Greca, dove probabilmente era collocata la porta Exapilon. Sia l'una che l'altra probabilmente si collegavano ad un unico asse viario che portava a Catania. sono ben visibili anche i solchi di un'antica strada greca nella parte bassa rispetto alla balza sovrastante la Targia.
La porta Scea risulta essere ben visibile ancora oggi. Il varco è profondamente scavato nella roccia e permette il superamento del dislivello della balza facendo una curva, che probabilmente limitava l'utilizzo di arieti di sfondamento.
Lungo l'accesso sono visibili i solchi profondi delle ruote di carro e al centro dei piccoli fori utilizzati per consentire ai buoi o ai cavalli di non scivolare ma di procedere agevolmente. Essa faceva parte dell'imponente complesso difensivo della città noto come mura dionigiane.

## Galleria d'immagini

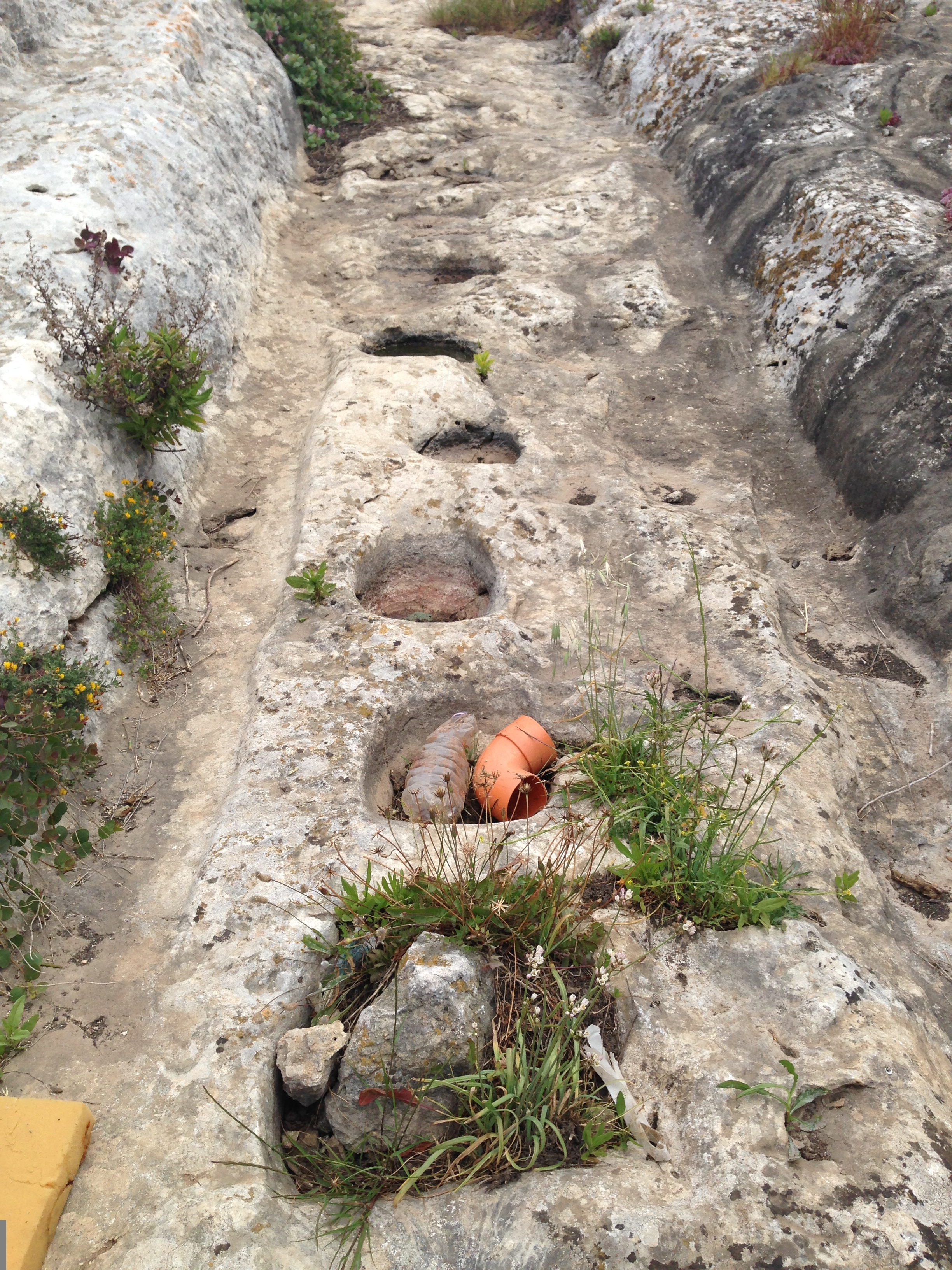
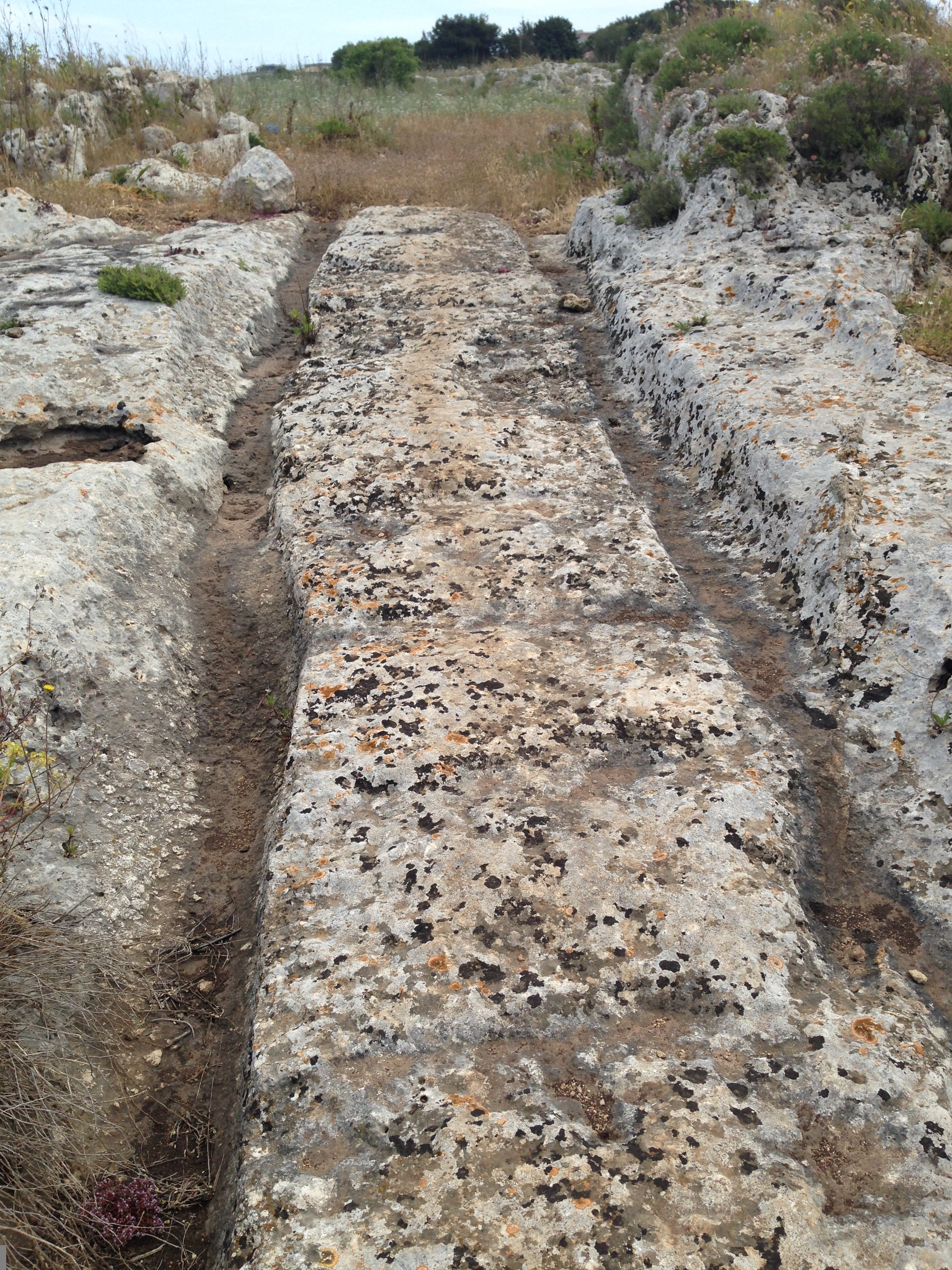
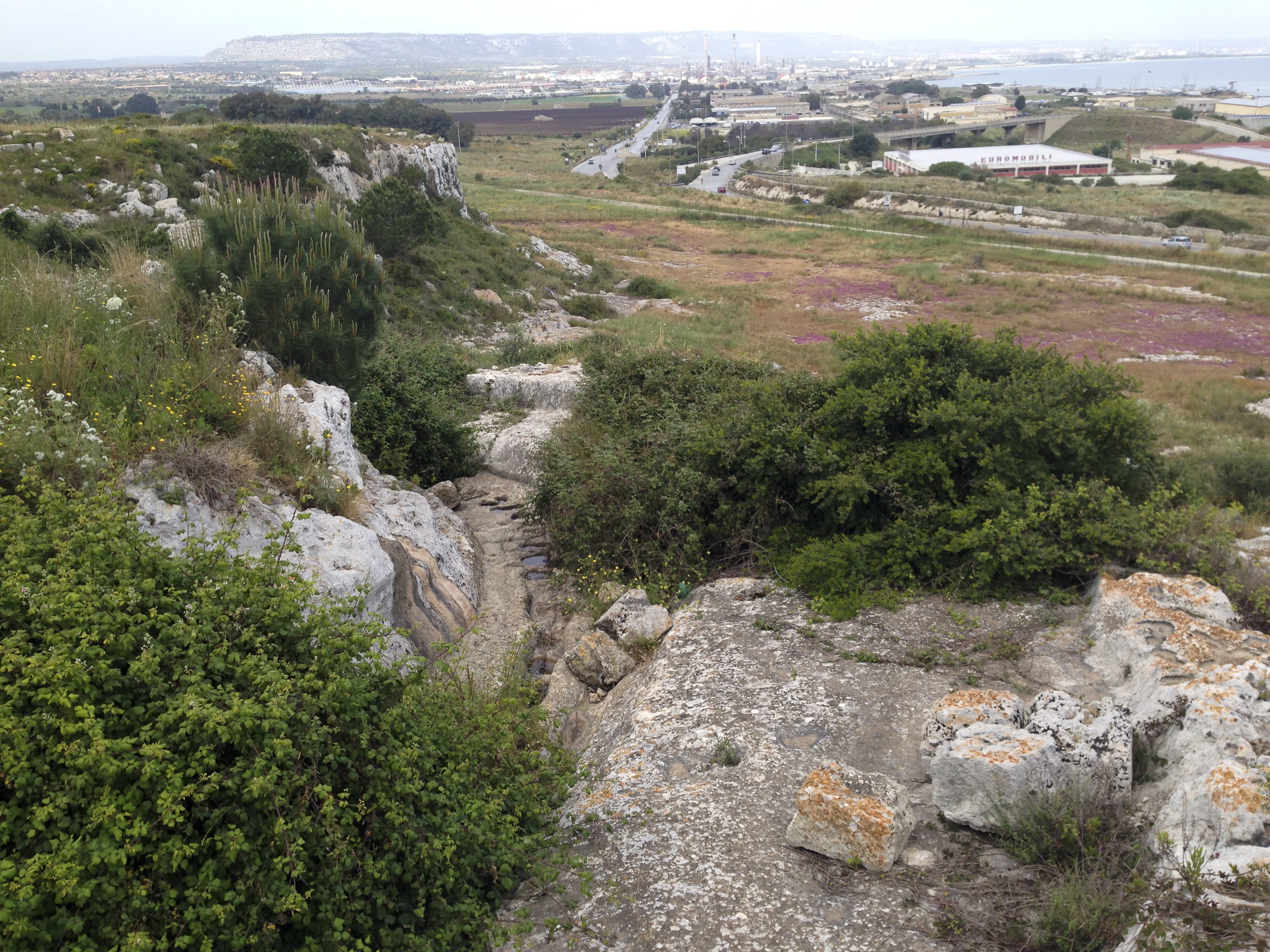
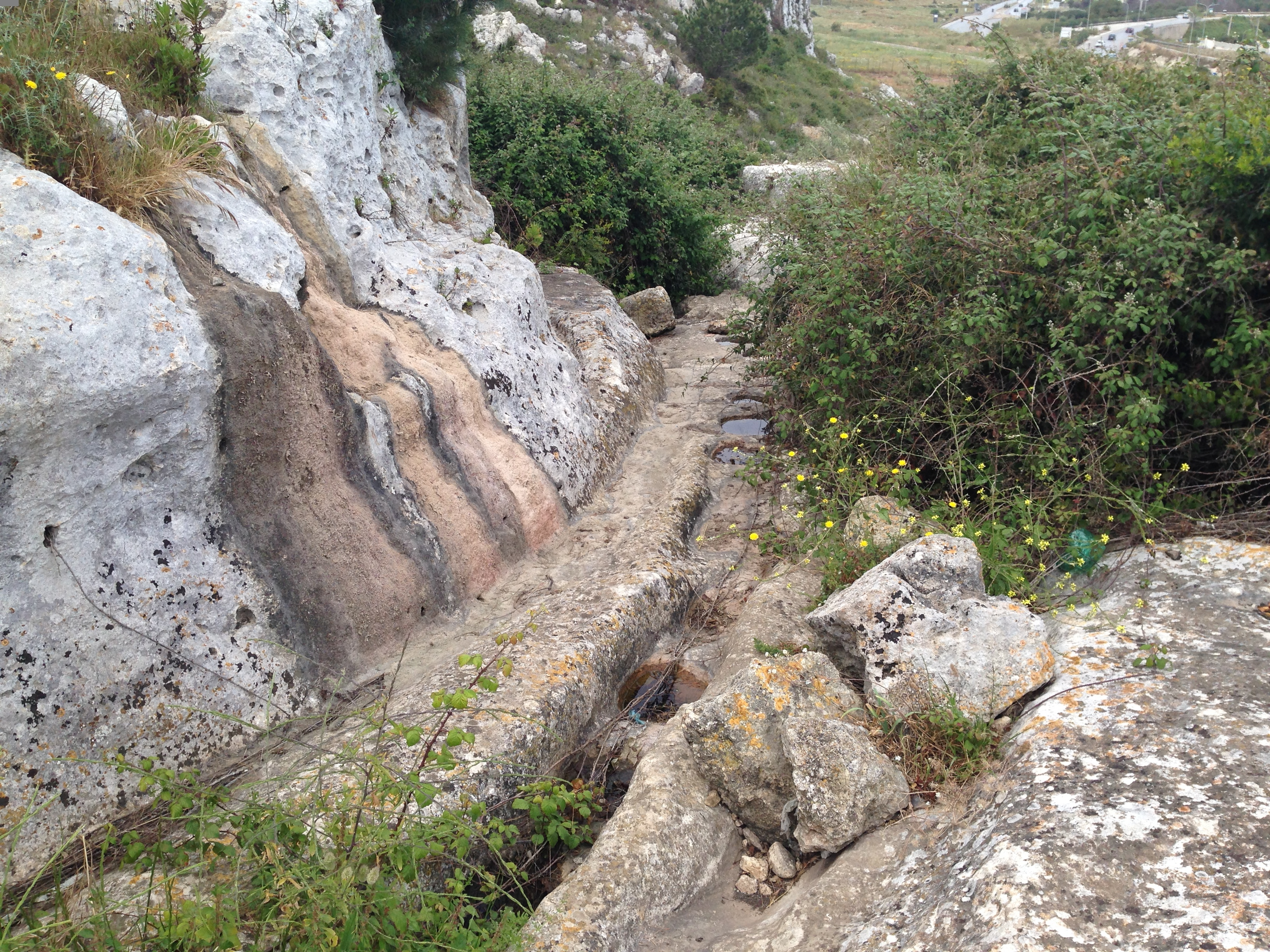